# Lenguas kru orientales
Las lenguas kru orientales son un subgrupo de las lenguas kru habladas en Costa de Marfil.

## Comparación léxica
Los numerales en diferentes lenguas kru orientales son:
| GLOSA | Beté-Godié-Kouya | Beté-Godié-Kouya | Beté-Godié-Kouya | Dida          | Dida   | Kwadia (Kodia) | Bakwé-Wané | Bakwé-Wané   | PROTO- KRU Or. |
| GLOSA | Beté de Daloa    | Godié            | Kouya            | Yocoboué Dida | Neyo   | Kwadia (Kodia) | Bakwé      | Wané         | PROTO- KRU Or. |
| ----- | ---------------- | ---------------- | ---------------- | ------------- | ------ | -------------- | ---------- | ------------ | -------------- |
| '1'   | ɓlʊ̄              | ɓlōō             | ɓlò              | bóló          | ɓɔ̄ló   | gbɤlɤ³² ɓɤlɤ³² | ɗôː        | do³ ɗo³      | *ɓlo           |
| '2'   | sɔ̋               | sɔ́ɔ́              | sɔ́               | mwɔsɔ́         | sɔ́     | sɔː²           | sɔ̂ː        | sɔ²          | *sɔː           |
| '3'   | tá               | tāā              | tā               | mwɔtá         | tāā    | taː²           | tʌ̄ː        | ta³          | *taː           |
| '4'   | mʊ̄wana           | ŋ̀mɔ̀ɔ̀nā           | mnʊ̀à             | mwɔná         | mɔ̀nā   | mɔna⁴³         | mɾɔ̄ː       | ⁱhɪɛ̃⁴        | *mo-na         |
| '5'   | ŋ́gbɨ́             | ŋ̀gbɨ́             | gbu              | ɛŋgbɪ́         | gbɪ́    | ⁿgbɤ³          | gbə̀ə̄       | ʷũ⁴²         | *gbɨ           |
| '6'   | ŋ́gbʊplʊ          | ŋ̀gbóplóo         | gbeliɓlò         | ɛŋgbʊ́frɔ      | gbɪ́flɔ́ | ⁿgbɤwlɤ³³³     | ŋǔːɗō      | ŋʷũ⁴² kloː²⁴ | *5+1           |
| '7'   | ŋ́gbisɔ́           | ŋ̀gbɔ̀ɔ́sɔ́          | gbesɔ́            | ɛmɓɔ́sɔ́        | gbásɔ́  | ⁿgbɔː⁴³sɔ³     | ŋǔːsɔ̄      | ŋʷũ⁴² sɔ²    | *5+2           |
| '8'   | gbʊ̀wata          | ŋ̀gbàátā          | gbetā            | ɛmɓáta        | gbátā  | ⁿgbaː⁴³ta³     | ŋǔːtʌ̄      | ŋʷũ⁴² ta³    | *5+3           |
| '9'   | ŋ́gbimʊwana       | ŋ̀vɔ̀ɔ̀nā           | gbomnʊ̀à          | ɛmvwaná       | fɛ̄nā   | ⁿgbɤmɔna³⁴³    | ŋǔːmɾɔ̄     | ŋʷũ⁴² ⁱhɪɛ̃⁴  | *5+4           |
| '10'  | kʊ́gba            | kʊ́gbá            | kugbua           | kógba         | kʊ́gbá  | kʊgba³³        | pʊ̀         | ŋʷũ⁴² bu⁴    | *kʊgba         |